# Daniel Mateu Melción
Daniel Mateu Melción, homme politique andorran, né le 16 juin 1947. Il est membre du Parti libéral d'Andorre. Il est conseiller général de 2001 à 2009.